# Noël Jallier
Noël Jallier était un peintre français du XVIe siècle, de l'École de Fontainebleau.

## Œuvres
Son œuvre se rattache à cet art de la Renaissance qui prend les œuvres poétiques et particulièrement la poésie antique et l'épopée comme source d'inspiration, par exemple Primatice dans sa galerie d'Ulysse à Fontainebleau en 1570. Cette idée est développée notamment chez Ronsard dans Abbrégé de l'art poètique françoys et La Franciade, mais aussi chez Philip Sidney qui déclare « l'héroïque... n'est pas seulement un genre, mais le genre de poésie le meilleur et le plus accompli ».
Jallier aurait réalisé à sec les peintures de la grande galerie du château d'Oiron entre 1546 et 1549, sur le thème de l'histoire de Troie, suivie de quelques épisodes tirés de l’Énéide, en quatorze tableaux accompagnés d'inscriptions et parsemés de chiffres, devises et emblèmes de Claude Gouffier.
I. Prologue, Pégase à la gloire du roi François Ier de France, la galerie lui étant dédiée ;

II. L’Assemblée des dieux ;

III. Le Jugement de Pâris ;

IV. L’Enlèvement d'Hélène ;

V. Le Sacrifice d'Iphigénie ;

VI. Le Combat près des vaisseaux entre Grecs et Troyens ; les ruines représentent les Piliers de Tutelle de Bordeaux, détruits au XVIIe siècle ;

VI bis. Le Bûcher de Patrocle ;

VII. Scène de combat ;

VIII. Le Combat singulier de Pâris et Ménélas avec Rome en fond (Pont Fabricius) ;

IX. La Mort d'Hector ;

X. Le Cheval de Troie avec Sinon et Priam ;

XI. La Fuite d'Énée ;

XII. Le Rameau d'or ;

XIV. Énée aux enfers.
L'inspiration picturale mêle des influences de la peinture italienne, du décor de Fontainebleau, de la peinture des Pays-Bas et des tapisseries de Bruxelles.

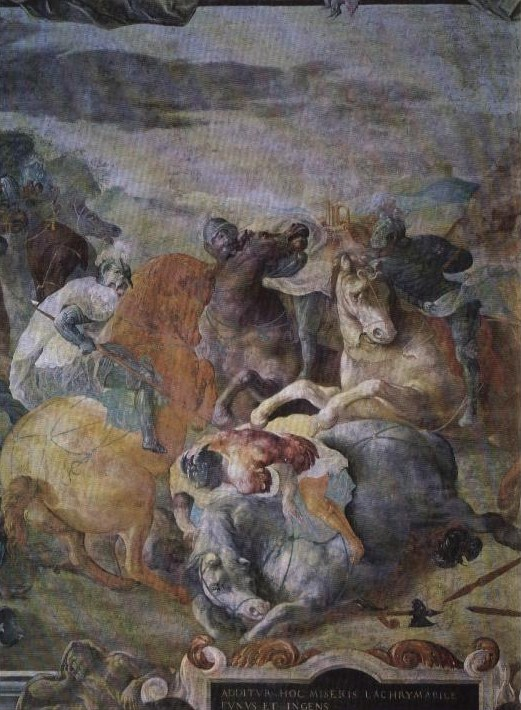
Mort d'Hector
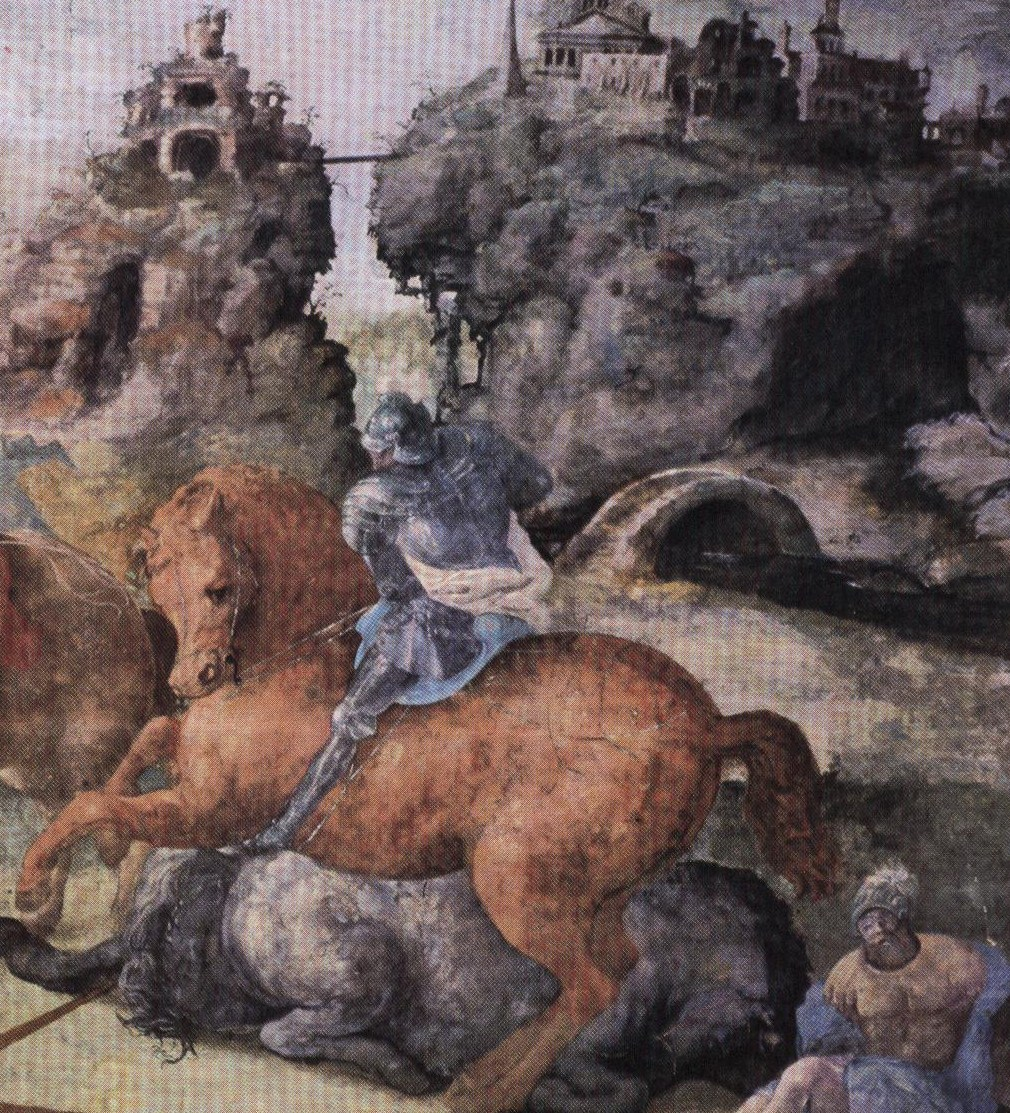
Mort d'Hector
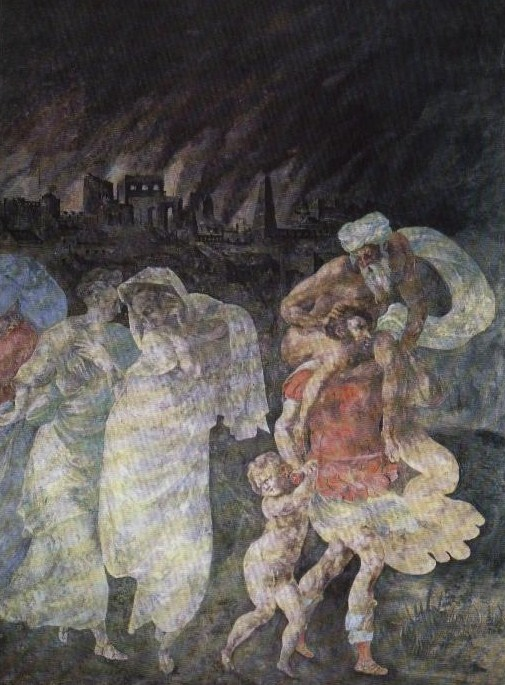
Fuite d'Énée
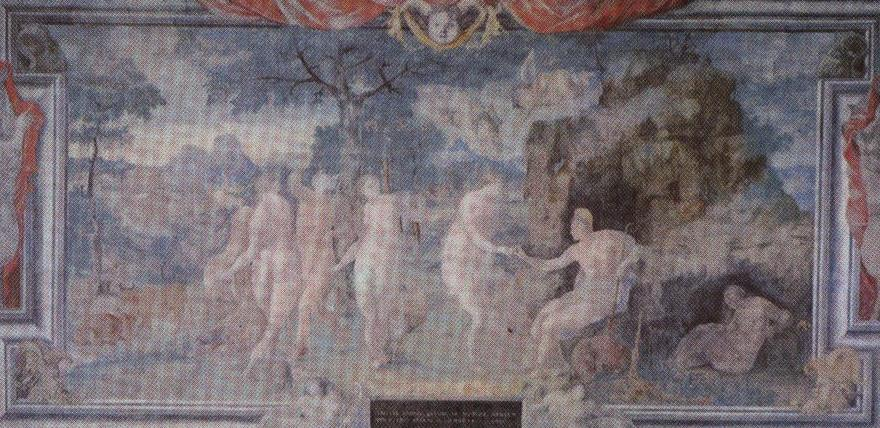
Jugement de Pâris
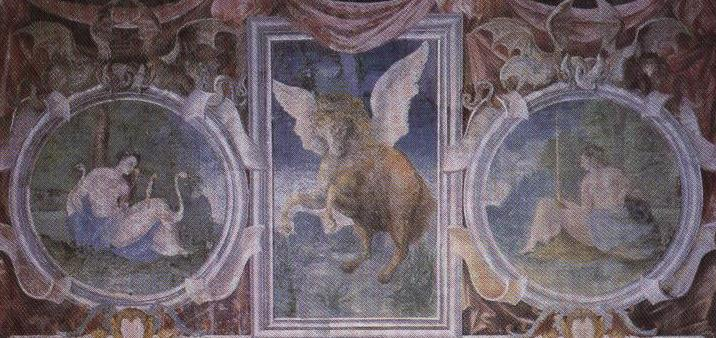
Pégase
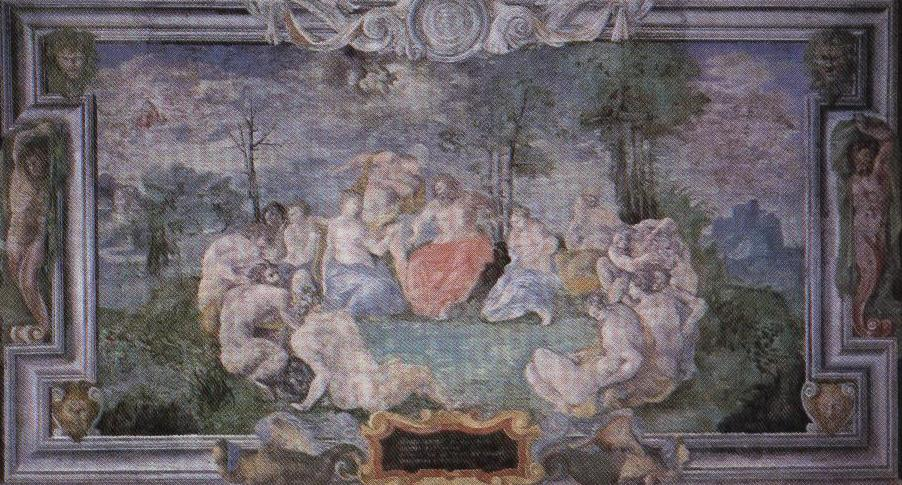
l'Assemblée des dieux
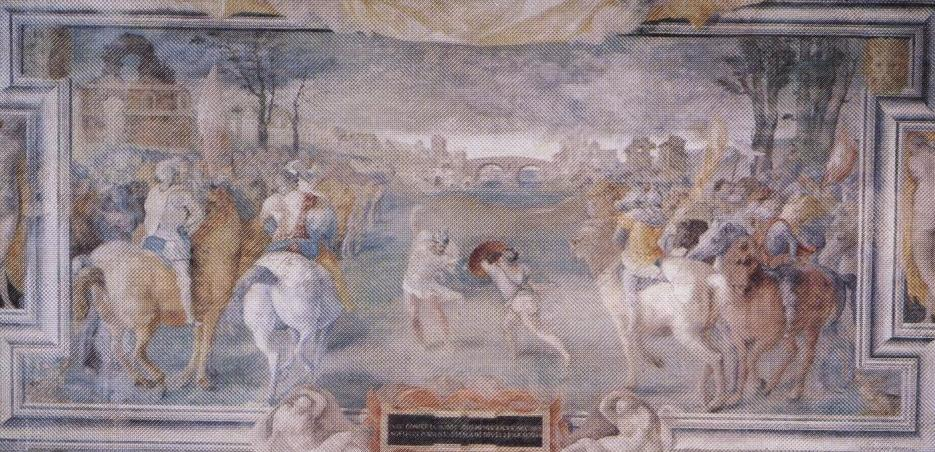
combat de Pâris et Ménélas